# Savoia-Marchetti S.71
Die Savoia-Marchetti S.71 war ein konventionelles Transport- und Passagierflugzeug mit drei Motoren, das ab 1930 von SIAI entwickelt wurde. Die Maschine wurde 1930 bis 1931 getestet und dann von Linienfluggesellschaften eingesetzt.

## Geschichte
Società Idrovolanti Alta Italia (SIAI) stellte 1930 ein neues Konzept für ein konventionelles Transport- und Passagierflugzeug mit drei Motoren vor. Anders als die Amphibienflugzeug-Vorgänger war die S.71 ein Transport- und Passagierflugzeug, das nur auf dem Land landen konnte. Mit drei Walter-Castor-Siebenzylindermotoren mit je 240 PS konnte es eine große Absturzsicherheit bieten und bot Platz für bis zu 10 Passagiere. Der Hochdecker wurde Ende 1930 fertiggestellt und bis Januar 1931 getestet. Der Pilot Sandro Passaleva stellte mit der S.71 sogleich einen neuen Höhenrekord von 6450 m auf. Nachdem die etwas schwachen Walter-Castor-Siebenzylindermotoren durch drei italienische Piaggio-Stella-VII-Sternmotoren mit je 370 PS ersetzt wurden, kam die Maschine ab Juni 1931 für Linienflüge zum Einsatz. Die Fluggesellschaft Società Aerea Mediterranea (SAM) setzte die S.71 auf der Strecke Rom–Brindisi ein, später kaufte Ala Littoria Maschinen für die Strecke Rom–Thessaloniki. Die Maschinen waren bis Ende 1937 im Einsatz und wurden dann von den Typen SM.73 und SM.75 abgelöst. Die ausgemusterten S.71 wurden 1938 nach Ostafrika verkauft, wo sie als Passagier- und Postflugzeug weiter betrieben wurden.

## Konstruktion
Die Zellenstruktur und auch die Beplankung der S.71 bestand vermutlich aus Metall. Die Maschine war ein dreimotoriger Hochdecker mit gutmütigem Flugverhalten, der sich somit für Passagierflüge eignete. Der Prototyp der S.71 wurde mit drei Walter-Castor-Siebenzylindermotoren mit je 240 PS gebaut, die in der Serie gegen drei Piaggio-Stella-VII-Sternmotoren mit je 370 PS aus italienischer Produktion getauscht wurden. Das Flugzeug hatte drei Mann Besatzung (einen Piloten, einen Copiloten und einen Bordmechaniker) und konnte bis zu zehn Passagiere aufnehmen; im Linienverkehr wurde aber aus Komfortgründen nur mit acht Passagieren geflogen. Die S.71 hatte zwar eine tatsächliche Gipfelhöhe von 6450 m, für den Flugbetrieb reduzierte SIAI diese jedoch auf 5700 m.

## Technische Daten

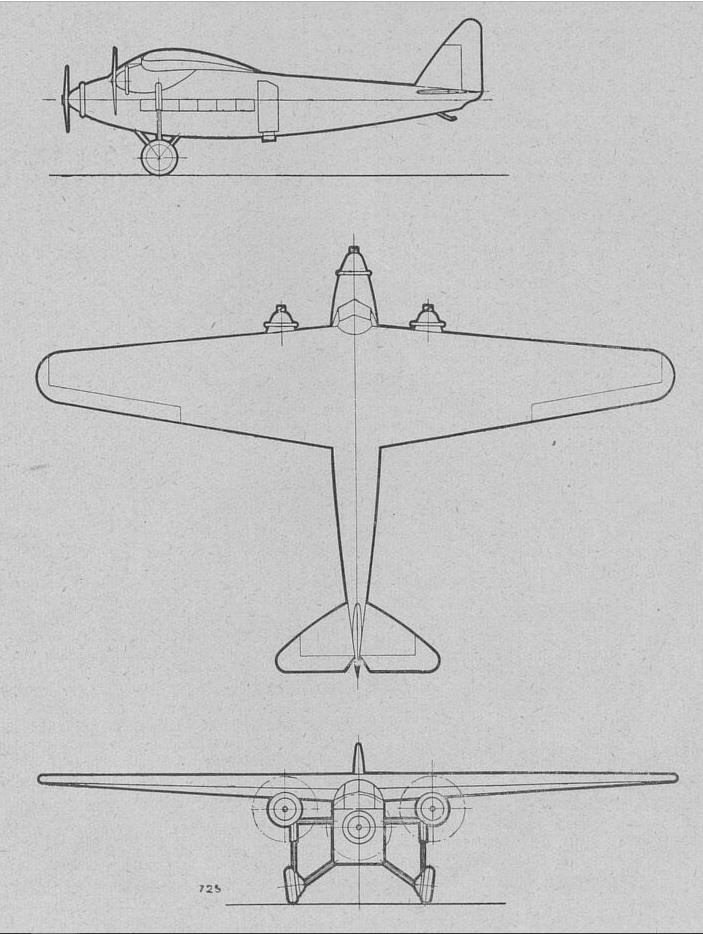
Dreiseitenriss S.71

| Kenngröße             | Daten                                                    |
| --------------------- | -------------------------------------------------------- |
| Besatzung             | 3                                                        |
| Passagiere            | max. 10                                                  |
| Länge                 | 14,00 m                                                  |
| Spannweite            | 21,2 m                                                   |
| Höhe                  | 4,10 m                                                   |
| Flügelfläche          | 60 m²                                                    |
| Flügelstreckung       | 7,5                                                      |
| Leermasse             | 2900 kg                                                  |
| Startmasse            | 4600 kg                                                  |
| Antrieb               | 3 × Sternmotor Piaggio Stella VII mit je 370 PS (272 kW) |
| Reisegeschwindigkeit  | unbekannt                                                |
| Höchstgeschwindigkeit | 235 km/h                                                 |
| Dienstgipfelhöhe      | ca. 6000 m                                               |
| Reichweite            | 1600 km                                                  |